# Promachus leucotrichodes
Promachus leucotrichodes är en tvåvingeart som beskrevs av Jacques-Marie-Frangile Bigot 1892. Promachus leucotrichodes ingår i släktet Promachus och familjen rovflugor. Inga underarter finns listade i Catalogue of Life.